# 約翰·菲瑞
約翰·派崔克·菲瑞（英語：John Patrick Feehery，1963年12月11日—），是美國政治傳播策略家、專欄作家、電視時事評論人，曾擔任伊利諾州共和黨人丹尼斯·哈斯特爾特擔任美國眾議院議長期間的新聞秘書。

## 早年生活和教育
菲瑞於1963年12月11日在芝加哥出生，其父傑克·菲瑞是Amoco的高管，母親莫琳·梅森則是一名愛狗人士、家庭主婦和室內設計師。他在馬凱特大學主修歷史，於1986年獲得學士學位，隨後於1988年取得碩士學位。

## 個人生活
2003年10月，菲瑞在愛爾蘭聖瑪利亞主教座堂舉行的婚禮彌撒中與凱莉安妮芬內利結為連理。他們與兩個年幼的孩子同住於華盛頓特區。
菲瑞出生在一個愛爾蘭天主教家庭，並且是華盛頓愛爾蘭計畫的董事會成員，同時擔任美國愛爾蘭基金會華盛頓特區分會的共同主席。

## 外部連結
- Feehery's personal blog, The Feehery Theory http://www.thefeeherytheory.com/ （页面存档备份，存于）
- Feehery's profile at Politico's The Arena  http://www.politico.com/arena/bio/john_feehery.html （页面存档备份，存于）
- C-SPAN內的頁面（英文）
- 約翰·菲瑞的X（前Twitter）